# Вікторія Баденська
Вікторія Баденськая (швед. Victoria av Baden, нім. Viktoria von Baden), при народженні Софія Марія Вікторія Баденськая (нім. Sophie Marie Viktoria von Baden; 7 серпня 1862, Карлсруе, Велике герцогство Баден — 4 квітня 1930, Рим, Італія) — дочка великого герцога Баденського Фрідріха I і Луїзи Прусської, дружина короля Швеції Густава V, королева Швеції в 1907—1930 роках, мати короля Швеції Густава VI Адольфа.